# Jeremy Nobis
Jeremy Macarthur Nobis (Madison, 31 agosto 1970 – Cedar City, 19 aprile 2023) è stato uno sciatore alpino statunitense, vincitore della Nor-Am Cup nel 1991.

## Biografia

### Carriera sciistica
Nobis, originario di Park City e fratello di Shannon, a sua volta sciatrice alpina, debuttò in campo internazionale ai Mondiali juniores di Madonna di Campiglio 1988, dove vinse la medaglia d'oro nel supergigante e quella di bronzo nello slalom gigante; l'anno dopo, nella rassegna iridata giovanile di Alyeska 1989, conquistò la medaglia d'oro nello slalom gigante. In Coppa del Mondo ottenne il primo piazzamento il 15 gennaio 1991 ad Adelboden in slalom gigante (7º) e tale risultato sarebbe rimasto il migliore di Nobis nel massimo circuito internazionale; in quella stessa stagione 1990-1991 vinse la Nor-Am Cup generale e la classifica di slalom gigante.
Ai XVII Giochi olimpici invernali di Lillehammer 1994, sua unica presenza olimpica, si piazzò 9º nello slalom gigante e non completò lo slalom speciale; prese per l'ultima volta il via in Coppa del Mondo il 20 febbraio 1995 a Furano in slalom gigante, senza completare la prova, e si ritirò all'inizio della stagione 1995-1996: la sua ultima gara fu uno slalom gigante FIS disputato il 4 dicembre a Breckenridge. Non prese parte a rassegne iridate.

### Altre attività
Dopo il ritiro prese parte al circuito professionistico nordamericano (Pro Tour) e in seguito si dedicò al freeride, apparendo anche in numerosi documentari dedicati a tale attività nel cui ambiente era indicato con il soprannome di "The Icon" ed era noto per l'approccio spericolato alle discese. Divenuto dipendente dall'alcool, fu più volte arrestato e morì in carcere nel 2023.

## Palmarès

### Mondiali juniores
- 3 medaglie:
  - 2 ori (supergigante a Madonna di Campiglio 1988; slalom gigante ad Alyeska 1989)
  - 1 bronzo (slalom gigante a Madonna di Campiglio 1988)

### Coppa del Mondo
- Miglior piazzamento in classifica generale: 59º nel 1991

### Nor-Am Cup
- Vincitore della Nor-Am Cup nel 1991[2]
- Vincitore della classifica di slalom gigante nel 1990[3] e nel 1991[2]

### Campionati statunitensi
- 2 medaglie (dati parziali fino alla stagione 1994-1995):
  - 1 oro (combinata[4] nel 1994)
  - 1 bronzo (slalom speciale nel 1995)